# Ernst Gillmann
Ernst Karl Gillmann (* 22. August 1890 in Raumbach bei Meisenheim; † 22. Juni 1966 in Simmern) war ein deutscher evangelischer Theologe.

## Leben

### Herkunft und Ausbildung
Ernst Gillmann war der erste von zwei Söhnen des Landwirts Philipp Gillmann und seiner aus Jeckenbach stammenden Frau Charlotte geb. Wolff. Während sein drei Jahre jüngerer Bruder Karl die väterliche Landwirtschaft übernahm, besuchte Ernst Gillmann die Meisenheimer Lateinschule und legte im Jahr 1911 auf dem Oldenburgischen Gymnasium in Birkenfeld das Abitur ab. Er entschloss sich zum Theologiestudium und immatrikulierte sich im Sommersemester 1911 in Tübingen. Zum Wintersemester 1911/12 wechselte Gillmann nach Erlangen, wo er drei Semester blieb und auch Mitglied der Burschenschaft der Bubenreuther wurde, der er bis zu seinem Lebensende treu verbunden blieb. Ab Frühjahr 1913 studierte er zwei weitere Semester in Marburg und ging schließlich zum Sommersemester 1914 nach Bonn. Unterbrochen wurde sein Studium durch die Teilnahme als Feldartillerist am Ersten Weltkrieg, aus dem er als mit dem Eisernen Kreuz I. Klasse ausgezeichneter Reserveleutnant zurückkehrte.
Im April 1919 legte er das erste und im Oktober 1920 das zweite theologische Examen ab. Bereits während seines Vikariats in Waldböckelheim im Kirchenkreis Sobernheim hatte er gelegentlich Gottesdienstvertretungen in den benachbarten Gemeinden Weiler und Seesbach übernommen und trat anschließend eine Hilfspredigerstelle in der Gemeinde Kappeln-Hoppstädten im Kirchenkreis Meisenheim an.

### Pfarrer in Weiler
Nach der Ordination am 10. Februar 1921 in der Meisenheimer Schlosskirche wurde er Pfarrer der Gemeinde Weiler-Seesbach im Kirchenkreis Sobernheim, wo er bis 1929 amtierte. In dieser Zeit heiratete er am 8. Mai 1923 die zwölf Jahre jüngere Maria Heckert aus der Gänsmühle bei Martinstein, einem Dorf seiner Gemeinde. Die ersten drei der vier Kinder aus dieser Ehe kamen in Gillmanns Amtszeit in Weiler zur Welt, darunter der am 26. Mai 1928 geborene Sohn Ernst Gillmann jun., der später Pfarrer und Superintendent im Kirchenkreis Birkenfeld war. 1929 wechselte Ernst Gillmann auf die Pfarrstelle Simmern-Holzbach im Kirchenkreis Simmern, wo er am 11. Oktober 1929 eingeführt wurde. Nachdem ihn die Kreissynode Simmern 1932 zum Superintendenten gewählt hatte, wurde er am 8. September 1932 von Generalsuperintendent Ernst Stoltenhoff in das  Amt eingeführt.

### Superintendent in Simmern – Verhalten während des Nationalsozialismus
Seine nationalkonservative und patriotische Grundeinstellung ließ Ernst Gillmann dem Nationalsozialismus zunächst positiv gegenübertreten, erhoffte er sich doch eine Stärkung des kirchlichen Einflusses in Staat und Gesellschaft. Für die ersten Monate der NS-Zeit ist auch von einer gewissen Sympathie für die Deutschen Christen auszugehen. Diese Vermutung legt – außer Gillmanns eigenem Rückblick Ende der 1950er Jahre – auch das Schlusswort nahe, das er im Juli 1933 vor der Versammlung der Ortsgruppe Simmern der Deutschen Christen sprach. In der mit Hakenkreuzfahnen und Hitlerbild geschmückten Simmerner Kaiserhalle sagte er unter anderem „daß hier auf dem Hunsrück die wahre Volksgemeinschaft noch nicht verloren gegangen sei, sondern eine Gemeinschaft des Bluts und einer (!) Gemeinschaft des Glaubens bestehe. […] Dem Nationalsozialismus gebühre Dank, daß er das Volk durcheinandergeschüttelt und aufgelockert habe und es sei nun Pflicht, daß man auch mit dem Evangelium Christi Ernst mache.“ Sein Grußwort schloss mit dem Satz: „Wir Deutschen Christen glaubten über die Liebe zu unserem Volk an den Vater und an Jesus Christ, der uns über alles liebt, gestern, heute und in alle Ewigkeit.“ Die Versammlung endete mit dem gemeinsamen Absingen des Liedes Ein feste Burg ist unser Gott und des Horst-Wessel-Liedes.
Es war erst die Berliner-Sportpalast-Kundgebung der Deutschen Christen im November 1933, die Gillmann, wie vielen anderen evangelischen Pfarrern auch, die Augen für das wahre Wesen dieser kirchenpolitischen Gruppierung öffnete. Im Lauf des Jahres 1934 geriet er immer mehr in eine Konflikthaltung gegenüber dem deutschchristlich dominierten rheinischen Konsistorium, das im Zeichen des Führerprinzips die presbyterial-synodale Grundordnung der rheinischen Kirchenprovinz auszuhebeln bestrebt war. Gillmanns energischer Protest hiergegen führte schließlich zu seiner Amtsenthebung am 2. August 1934 und zur Sperrung seines Gehalts wenige Wochen später. Zwar wurden diese Maßnahmen im Dezember 1934 wieder aufgehoben, doch Ernst Gillmann blieb bis zum Ende der NS-Herrschaft ein zäher Gegner der nationalsozialistischen Kirchenpolitik und wurde eine der führenden Persönlichkeiten im gemäßigten Flügel der Bekennenden Kirche.
Er war zwar zu mancherlei Kompromissen mit dem Regime durchaus bereit, wirkte 1935 in dem staatlicherseits eingesetzten Kirchenausschuss mit und riet 1939 einem Amtsbruder dazu, Hitlers 50. Geburtstag durch einen feierlichen Gottesdienst zu begehen. Doch wenn er die Grundsubstanz der Botschaft des Evangeliums bedroht sah, bezog er eindeutig Stellung. Als Mitglied der Superintendentenkonferenz protestierte er Ende 1937 scharf gegen alle Versuche der Einführung des Führerprinzips in die Kirche. In seiner Hunsrücker Heimat war er aufgrund seiner aufrechten Haltung – so besuchte er 1934 den in Simmern inhaftierten Amtsbruder Paul Schneider täglich im Gefängnis – zahlreichen Schikanen seitens der SA ausgesetzt. Im November 1938, wenige Tage nach dem Judenpogrom, wurde gar das Simmerner Pfarrhaus gestürmt, was Gillmann aber nicht daran hinderte, weiterhin offen den Kontakt zu ortsansässigen jüdischen Familien zu pflegen.

### Nach 1945
War Ernst Gillmann in seiner Haltung gegenüber den Machthabern des NS-Regimes vom Vertrauen der Hunsrücker Landbevölkerung getragen, so galt dies erst recht für die Zeit nach 1945, als er sich gegenüber der französischen Besatzungsmacht unermüdlich dafür einsetzte, die Lasten für die Bevölkerung so gering wie möglich zu halten. Er übernahm im französisch besetzten Teil des Rheinlandes die Organisation des 1945 gegründeten Hilfswerks der Evangelischen Kirche in Deutschland und war stets bemüht, das Bestmögliche für die Menschen in der Region zu erreichen. Mit einer durch sein Engagement in der Bekennenden Kirche begründeten großen moralischen Autorität ausgestattet, wusste er gegenüber den Besatzern selbstbewusst, aber zugleich nobel aufzutreten, was ihm bei den Amerikanern schnell die anerkennende Bezeichnung „Lord of the Hunsrück“ einhandelte.
Zu seiner Popularität bei der Bevölkerung dürfte dabei nicht unwesentlich beigetragen haben, dass er sich nicht nur für die deutschen Kriegsgefangenen einsetzte, insbesondere die im Lager Bretzenheim Internierten, sondern auch – ungeachtet der Schikanen, denen er selbst in der NS-Zeit ausgesetzt gewesen war – für ehemalige Nationalsozialisten. Er bemühte sich um Linderung ihrer materiellen Not und scheute sich dabei auch nicht, „Persilscheine“ auszustellen. Hier mag – neben seiner von christlicher Barmherzigkeit geprägten inneren Grundhaltung – auch eine Rolle gespielt haben, dass er die politisch-ideologischen Versuchungen, denen diese Menschen erlegen waren, im Jahr 1933 selbst verspürt hatte und sich schon deshalb nicht die Rolle eines Anklägers anmaßen wollte. Bis zu seiner Emeritierung im Jahr 1959 und darüber hinaus bis zu seinem Tod brachte man Ernst Gillmann im Hunsrück ungebrochenen Respekt entgegen. Er starb am 22. Juni 1966 in Simmern.

### Familie
Zu seinen Kindern gehören der spätere Birkenfelder Superintendent Ernst Georg Hermann Gillmann und die Simmerner Pfarrfrau Ruth Spering; deren zwei Söhne sind die Musiker Christoph und Andreas Spering, also Enkel Gillmanns.

## Ehrungen
Am 13. März 2004 wurde das Gemeindezentrum der Evangelischen Kirchengemeinde Simmern in „Ernst-Gillmann-Haus“ umbenannt.

## Werke
- Als Autor und Herausgeber:  Unsere Kirche im Rheinischen Oberland. Verlag Glaube und Heimat, Simmern 1954; DNB 965999386
- Zum Reformationsjubiläüm des Hunsrücks, Druck Böhmer, Simmern  1957